# Église Saint-Pierre-Saint-Paul de Courbevoie
Pour les articles homonymes, voir Église Saint-Pierre-et-Saint-Paul.
L'église Saint-Pierre-Saint-Paul de Courbevoie est un lieu de culte catholique de la commune de Courbevoie, dans les Hauts-de-Seine. Elle est inscrite au titre des monuments historiques depuis le 11 juin 1971.

## Historique
Dès le XIVe siècle et peut-être même avant, une chapelle placée sous le vocable de Saint-Pierre et Saint-Paul s'élève à cet endroit. Détruite pendant la guerre de Cent Ans, elle est reconstruite au XVIe siècle puis, au début du siècle suivant, restaurée et agrandie de deux chapelles latérales consacrées l'une à Notre-Dame, l'autre à saint Sébastien alors invoqué en cas d'épidémie. Mais dès 1770, l'édifice tombe en ruines.

L'abbé Pierre Hébert est nommé vicaire de Courbevoie en 1769. Pasteur dévoué, il œuvre activement à la création de la paroisse autorisée le 28 avril 1784 par l'archevêque de Paris. Pierre Hébert est nommé curé le Corubevoie le 30 mars 1785. Cinq ans plus tard, il s'attelle à la construction de l'église. Le registre paroissial de l'année 1790 relate en ces termes, respectant l'orthographe et la ponctuation, la pose de la première pierre : 
« à la gloire de Dieu
Le Neuf Mai Mil Sept cent quatre Vingt dix du Règne de
Louis Seize, du temps de l'assemblée Nationale La Premiere
Pierre de Cette eglise  à été Posée par haut et Puissant
Seigneur, Monseigneur Louis, auguste, augustin Comte d'affry
Chevalier des ordres du Roi, Lieutenant general de Ses armées
Colonel du Regiment de Ses gardes Suisses, et Par Messire
Pierre Jacques Thorin de la Thanne Seigneur de cette paroisse,
Marechal des Camps et armées du Roi, Capitaine au Dit Regiment.
La Benediction en à été faite Par Messire Pierre hebert
Prêtre Premier Curé de Cette paroisse, en Presence de Messieurs
Jacques Colombier, Maire, Nicolas Boucher, Nicolas Colombier,
Jean Pierre delaitre, Pierre Le fort, Jean Eustache Gallais
officiers Municipaux, du Dit delaitre Marguillier en Charge,
de René Doré Marguillier adjoint, et de Nicolas Jean Gillet
Procureur Syndic de la Commune, et (barré) et tous de (sic) Ses habitans.
Les plans ont été(barré) Dressés Par M. Louis Le Masson
ingenieur du Roi, architecte, instituteur attaché à
L'education de leurs altesses Royales Mgr Le Duc de (sic)
Angouleme, Mgr Le Duc de Berry enfans de Monseigneur
Comte D'artois frere du Roi. pareille inscription gravée
Sur une plaque de Cuivre, envelopée dans une Boîte de plomp (sic)

à eté deposée dans La Premiere Colonne à gauche en entrant
dans L'église, avec une Medaille, et quelques Pièces d'argent
et de Monnoye de l'annèe Courante
Suivent les signatures :
Hebert (avec paraphe) curé / Le Boux (avec paraphe) Vicaire
Colombier Maire (avec paraphe) / delettre / Nicolas Colombier
Nicolas Gillet pro(cureur)
Behuré (avec paraphe) / nicolas boucher »
 Une dénonciation calomnieuse conduit Pierre Hébert à la guillotine le 7 thermidor an II (25 juillet 1794), aux côtés du poète André Chénier. Une plaque commémorative posée en 1994 à l'intérieur de l'église lui rend hommage.
Le bâtiment est édifié sous la direction de l'architecte Louis Le Masson, élève de Claude Nicolas Ledoux. Avec l'église Saint-Nicolas-et-Saint-Marc de Ville-d'Avray, c'est le seul monument religieux construit en France durant la période révolutionnaire. L'exiguïté du terrain explique son plan atypique : deux nefs dissemblables et accolées dessinent un T — la première, de forme elliptique, est coiffée d'une vaste voûte ovale percée d'un oculus central ; la seconde dessine un rectangle.
Après la destitution de Louis Le Masson en 1793, les travaux s'interrompent. Pendant deux décennies, l'édifice reste inachevé et s'endommage. En 1819, la duchesse d'Angoulême réunit des fonds, augmentés par sa générosité, qui permettent la restauration et l'achèvement du monument.

Cinq ans plus tard, l'ingénieur géographe Alexis Donnet (1782-1854) écrit :
« L'Église paroissiale de cette commune n'était originairement qu'une chapelle dépendante de la paroisse de Colombes ; elle fut reconstruite presque en entier [...] sur les dessins, et sous la direction de M. Le Masson, ingénieur des ponts-et-chaussées et architecte. Resserré entre les dernières maisons de la rue, à l'extrémité de laquelle cet édifice est élevé, et les constructions de l'ancienne chapelle qu'il fallait conserver, l'architecte prit le parti ingénieux d'en disposer le plan de manière à gagner sur la largeur du sol, ce qu'il était impossible de trouver sur sa profondeur ; en conséquence, il donna à la nef principale la forme d'une ellipse, dont il établit le grand axe (d'environ soixante-dix pieds [= 22,74 mètres]), sur la largeur du terrain. Il fit précéder cette rotonde elliptique d'un petit péristyle de quatre colonnes, faisant face à la rue, et donnant entrée à l'église. En regard de cette entrée, et sur le petit axe, il plaça le sanctuaire, de forme rectanguaire, et ses collatéraux, séparés par des arcades portant sur des piédroits ; il éclaira cette partie de l'édifice par des croisées ouvertes en face des arcades. Une grande porte bien ajustée, et correspondant à celle du péristyle, décore le fond du sanctuaire, et donne entrée à la sacristie placée derrière l'église. Le chœur ou sanctuaire, et ses collatéraux sont ouverts en arcades sur la rotonde, et font pénétration dans sa voûte sphérique ; ces trois arcs reposent sur la corniche dorique qui couronne le mur lisse de la rotonde dans son pourtour intérieur, et reçoit la retombée de la voûte en calotte. L'extrémité supérieure de cette voûte est ouverte par un œil, qui donne à cette partie de l'église un jour tranquille très convenable au recueillement. Deux grandes niches, pratiquées aux extrémités du grand axe, sont destinées aux chapelles des fonts et des mariages. D'autres niches moins grandes correspondent aux collatéraux, et accompagnent la porte d'entrée.
Les deux belles portes, la corniche dorique, d'un bon style, les niches et l'œil de la coupole font la seule décoration de l'intérieur de cet édifice, qui doit toute sa beauté à la disposition ingénieuse de son plan, et à la sagacité avec laquelle l'architecte fit l'application des parties décoratives, et distribua les effets de lumière.
L'extérieur se compose du corps peu élevé de la rotonde, sur lequel se dessine, en avant-corps, un petit péristyle de quatre colonnes lisses, d'un ordre grec pœstumien, qui est élevé de quelques marches sur le sol de la rue, et que couronne un fronton triangulaire, dont la corniche de l'entablement d'ordre toscan règne dans le pourtour extérieur de la rotonde. Une belle porte, composée d'un chambranle et d'une corniche, décore l'intérieur du péristyle, dont le mur est orné de bossages ; au-dessus de la corniche s'élèvent trois gradins, qui, faisant amortissement, lient la coupole à la partie inférieure de l'édifice. Le caractère de l'ensemble de cette élévation, le style sévère de sa décoration, et les belles proportions du péristyle, peuvent faire considérer cet édifice comme un exemple des bonnes productions de l'art, vers la fin du dix-huitième siècle ; et comme un nouveau modèle du caractère à donner aux édifices religieux dans les campagnes. Le voûte de cette rontonde est construite en poterie, assemblée sur une armature en fer, et recouverte par un enduit en plâtre, sur lequel était fixée l'ardoise qui fut remplacée par une couverture en plomb, qu'il fallut substituer par suite de l'abandon dans lequel cet édifice resta si longtemps, et pendant lequel tous les enduits de la voûte se détériorèrent. »
— Alexis Donnet, Description des environs de Paris, considérés sous les rapports topographique, historique et monumental (1824)
De 1868 à 1870, l'architecte Jean-Baptiste Guenepin dirige des travaux d'agrandissement qui donnent à l'église ses dimensions actuelles. La nef est prolongée d'une arcade en direction de l'est et s'ouvre sur un nouveau chœur. Les chapelles latérales sont allongées et élargies.
Peu après la loi de séparation de l'Église et de l'État de 1905, les inscriptions République française et, en-dessous,  Liberté Égalité Fraternité sont peintes au fronton. La première disparaît lors du  bombardement américain du 15 septembre 1943 ; la seconde est effacée en 1992-1993 par la restauration de la façade.

L'abbé François Neuville exerce les fonctions de curé de 1907 jusqu'à sa mort en 1942. En 1932, il fait édifier le clocher prévu par les plans d'origine mais non réalisé. À sa demande, il repose sous la tribune d'orgue, à gauche de l'entrée. L'épitaphe de sa pierre tombale indique : 

« Ici tomba et repose

Jules François NEUVILLE

chanoine honoraire de ND de Paris

né à Clichy le 23 juillet 1859

ordonné prêtre le 23 décembre 1882

il devint curé de cette paroisse

le 24 février 1907

et pendant 35 ans

il en fut le Pasteur zélé

il construisit la chapelle Ste Thérèse

la maison vicariale et l'école des garçons

il s'endormit dans la paix du Seigneur

le 21 mars 1942. »

C'est en cette église, du haut de la chaire, que le dimanche 31 janvier 1954 l'abbé Pierre lance son cèlèbre appel à la solidarité nationale pour venir en aide aux sans-abri. Dès le lendemain, différentes stations de radio relaient son message de générosité.
Un projet immobilier programme la destruction de l'église pour septembre 1971. Mais grâce à l'intervention du docteur Henri de Frémont (1913-2007), dernier propriétaire de l'hôtel de Guines et attaché au passé courbevoisien, un arrêté du 11 juin 1971 inscrit in extremis l'édifice à l'Inventaire des monuments historiques, à l'exception de son clocher élevé en 1932 selon le plan initial,,.
En 1980, la façade et son péristyle sont ravalés. La toiture est refaite en 1987-1988,.
En 1992-1993, une restauration intégrale rend son éclat à l'intérieur.

### Liste des curés
Voici la liste des curés de l'église Saint-Pierre-Saint-Paul de Courbevoie :
- Pierre Hébert (1742, Breuville (Manche) - 1794, Paris), de 1785 à 1791 ;
- Jean-Pierre Boursier (ca 1754, Paris - 1834, Chennevières-sur-Marne), curé constitutionnel de 1791 à 1793 ;
- François Hubert Douet (1764, Le Thuit (Eure) - 1821, Asnières), curé constitutionnel d'Asnières desservant Courbevoie de 1793 à 1798 ;
- Louis Guillaume Auguste Grignon (1762, Compiègne St Jacques - 1821, Paris 2e ancien), de 1800 à 1805 ;
- Louis Martinet (1753, Épernay - 1836, Paris 5e ancien), de 1805 à 1811 ;
- Laurent Jean Louis Toutain (1749, Rouen St Sever - 1833, Rouen), de 1811 à 1814 ;
- Thomas François Maurice Duret (1770, Paris St Laurent - 1827, Paris 5e ancien), de 1814 à 1826 :
- Charles Joseph Alexandre Lefèvre (1790, Crécy-la-Chapelle (Seine-et-Marne) - 1854, Choisy-le-Roi), de 1826 à 1837 ;
- François Jean Marie Bouchy (1797, Chastel-Marlhac (Cantal) - 1868, Bagnolet), de 1837 à 1845 ;
- Jean Antoine Cabanettes (1800, Volonzac (Aveyron) - 1884, Courbevoie), de 1845 à 1871 ;
- Émile Leroux (1825, Le Mans - 1886, Cogners (Sarthe), de 1871 à 1872 ;
- Damase Douvain (1832, Le Cateau-Cambrésis (Nord) - 1914, Paris 16e), de 1873 à 1886 ;
- Louis Eugène Bénac (1828, Mirande (Gers) - 1902, Courbevoie), de 1886 à 1902 ;
- Léon Marien Laurent (1853, Gouttières (Puy-de-Dôme) - 1932, Paris 5e), de 1902 à 1907 ;
- François Pierre (dit Jules François) Neuville (1859, Clichy - 1942, Courbevoie), de 1907 à 1942 ;
- Jacques Thorel (1878, Fécamp - 1944, Courbevoie), de 1942 à 1944 ;
- Émile Régnault (1897, Paris 19e - 1995, Paris 14e), de 1944 à 1952 ;
- Lucien Colombier (1898, Pantin - 1969, Courbevoie), de 1952 à 1969 ;
- Pierre Gaulle (1916, Paris 14e - 1988, Châtenay-Malabry), de 1969 à 1980 ;
- Paul Breton (1920, Issy-les-Moulineaux - 2005, Le Kremlin-Bicêtre), de 1980 à 1987 ;
- Georges Bideaux (1926, Lille - 2009, Ermont), de 1987 à 1994 ;
- Pierre Chollet (1943, Courbevoie - 2025, Paris 15e), de 1994 à 2003 ;
- Marcel Allard (1940, Megève - 2022, Paris 14e), de 2003 à 2009 ;
- Guy Rondepierre (né en 1945), de 2009 à 2015 ;
- Georges Vandenbeusch (né en 1971), de 2015 à 2020 ;
- Yvan Maréchal (né en 1962), de 2020 à ce jour (février 2025).

## Décoration

### Chœur
Vers 1868, les murs du chœur reçoivent trois toiles marouflées monumentales :
- au centre, la copie anonyme d'un Christ en croix de Pierre-Paul Rubens ;
- à gauche, saint Paul par Delphine de Cool née Fortin[17] (Limoges1830 - Paris 1921), d'après une peinture de Jean-Louis Bézard au pilier droit du chœur de l'église Saint-Louis-d'Antin[18] ;
- à droite, saint Pierre par Lucile Doux (Paris 1821 - Louveciennes 1896), d'après une peinture de Sébastien Cornu au pilier gauche du chœur de l'église parisienne précitée.

À l'entrée du chœur, deux grandes compositions se font face :
- à gauche, une huile sur toile représentant Saint Paul prêchant devant l'Aréopage (1877) par Édouard Debat-Ponsan (Toulouse 1847 - Paris 1913)[19] ;
- à droite, une toile marouflée montrant la Délivrance de Saint Pierre (1871) par Louis Auguste Lombard (Lyon 1827-1909)[20].

Dans l'abside, le cul-de-four s'orne d'une toile marouflée de grande dimension représentant la Trinité en gloire adorée par deux anges thuriféraires. Le peintre Louis Adan (Paris 1839-1937) la signe et la date de 1870, bien qu'elle ne soit installée qu'en 1892. Elle présente de frappantes similitudes avec le Christ bénissant peint par son maître François Édouard Picot dans l'abside de l'église Saint-Vincent-de-Paul de Paris, dont Louis Adan fut paroissien durant sa jeunesse. Dès la fin des années 1890 la Trinité en gloire, endommagée par de probables infiltrations en toiture, doit être restaurée par son auteur. Un siècle plus tard, elle souffre d'un encrassement général. Le nettoyage de 1992-1993 permet de redécouvrir sa beauté.

### Bas-côtés
Les bas-côtés abritent deux grandes huiles sur toile du XIXe siècle :
- Saint Paul (1873) par Henri François Jules de Vignon (Belfort 1815 - Paris 1885)[24], à gauche (côté nord) ;
- Fuite en Égypte (1824) par Charles-Émile Callande de Champmartin (Bourges 1797 - La Neuville-en-Hez 1883)[25], à droite (côté sud).

### Vitraux
En 1872, six vitraux en grisaille exécutés par François Gay (1827-1910) pour le fabricant d'ornements d'église Louis Chovet (1830-1910) sont posés dans les bas-côtés. Après leur destruction lors du bombardement américain du 15 septembre 1943, du verre cathédrale les remplace pour protéger l'intérieur des intempéries.
Cette situation provisoire dure plus de dix ans. En janvier 1957, six verrières dessinées par Jacques Le Breton (Olonne 1898 - Beaune-la-Rolande 1982) et réalisées par Robert Brunner (Paris 1901 - Créteil 1969) sont mises en place. Cinq ans avant les réformes prescrites par le concile de Vatican II, le curé Lucien Colombier (1898-1969), conseillé par son vicaire Pierre Martin, fait rédiger en français, et non en latin, les paroles tirées des Évangiles pour les rendre accessibles au plus grand nombre.

## Orgue

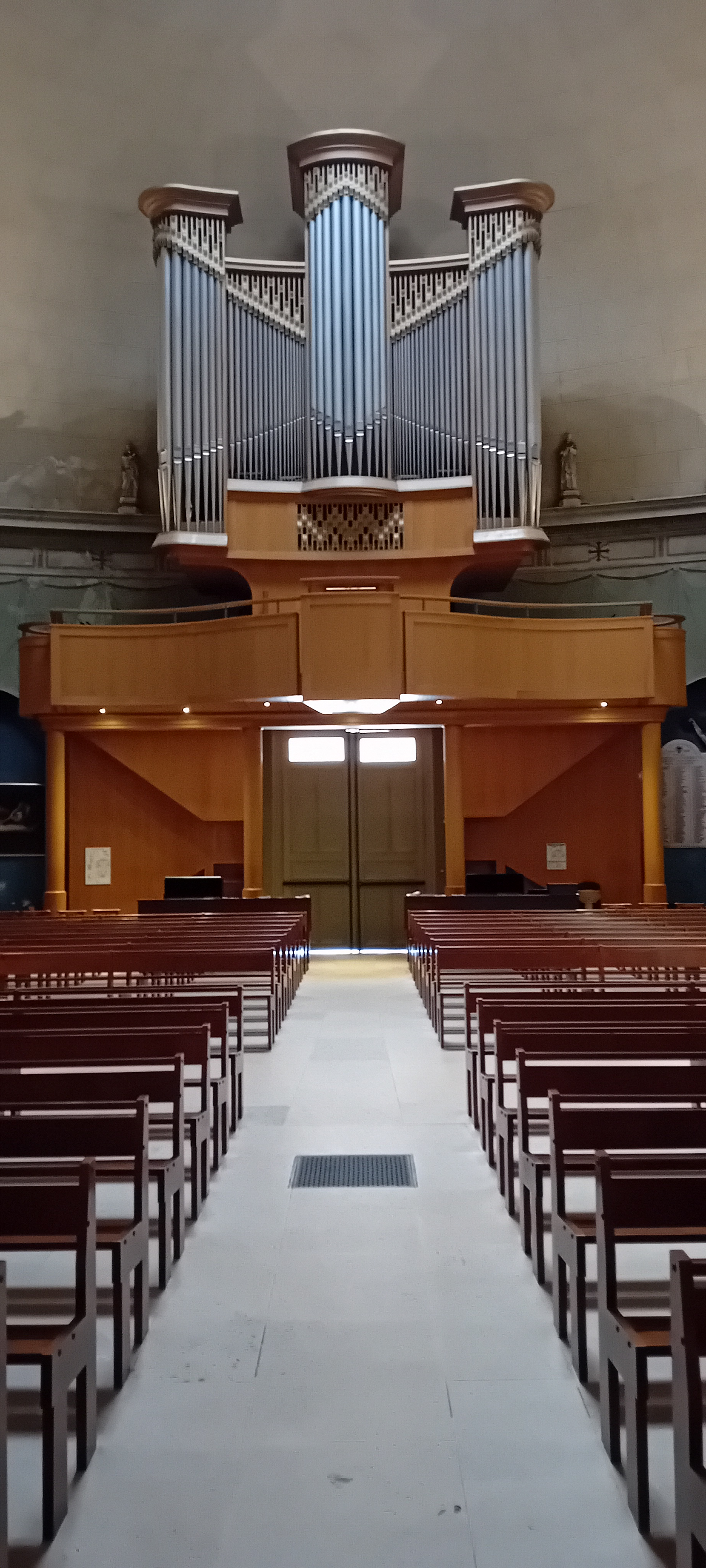
Orgue.

L'orgue primitif, de 1860, s'avère inutilisable après la restauration de 1992-1993.
En 2011, un nouvel instrument le remplace. S'inspirant de ceux du 17e siècle, il est construit par le facteur d'orgues Bertrand Cattiaux (d). Il comporte 38 jeux répartis sur trois claviers manuels de 58 notes et un pédalier de 32 notes.
L'architecte Jean-Luc Giraux conçoit et réalise le buffet et la tribune.
La titulaire est Joanna Kaja-Vallière (de), professeur aux conservatoires Jehan-Alain du Pecq et Roger-Bourdin de Marly-le-Roi.

## Galerie de photographies

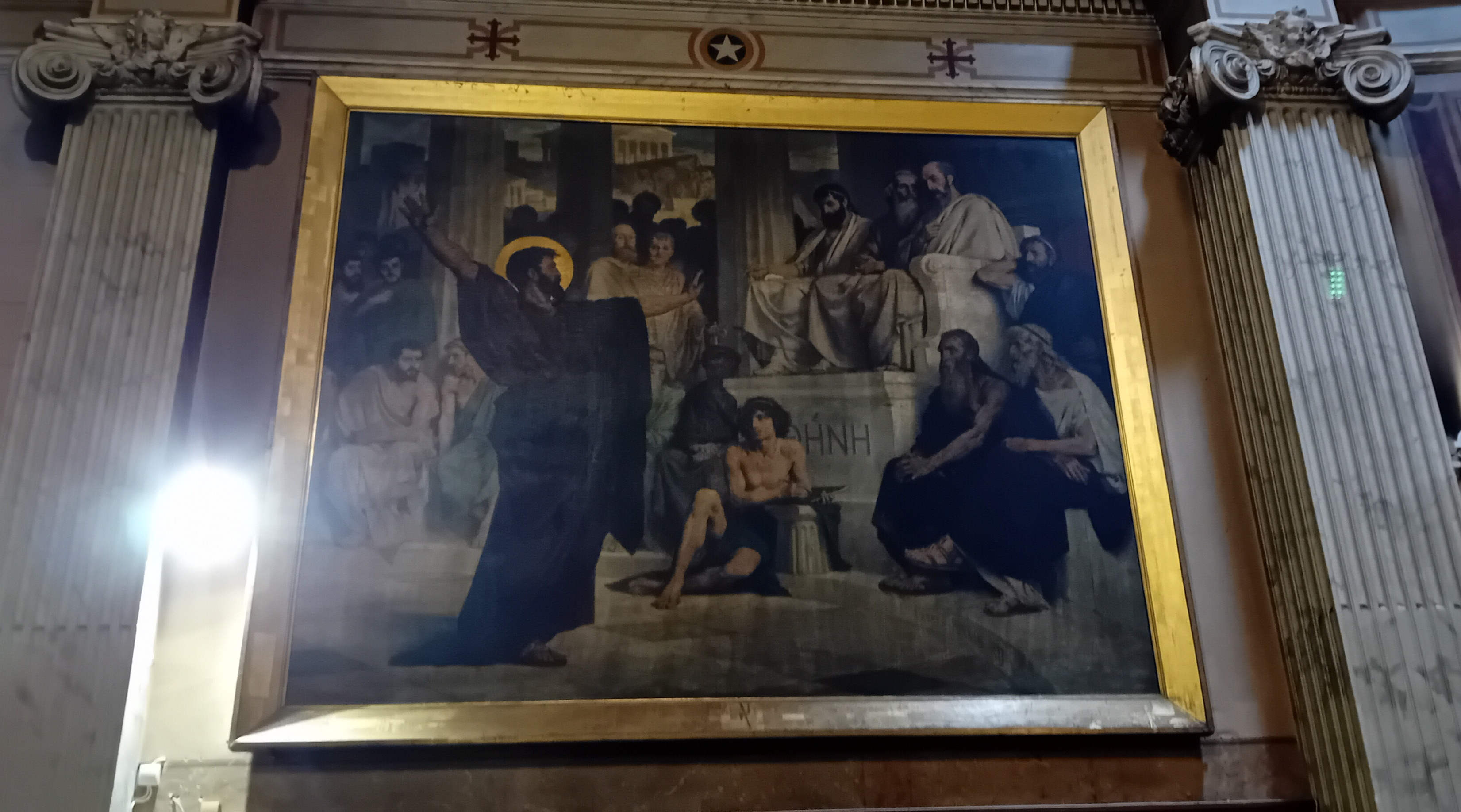
Saint Paul devant l'Aréopage par Édouard Debat-Ponsan (1877).
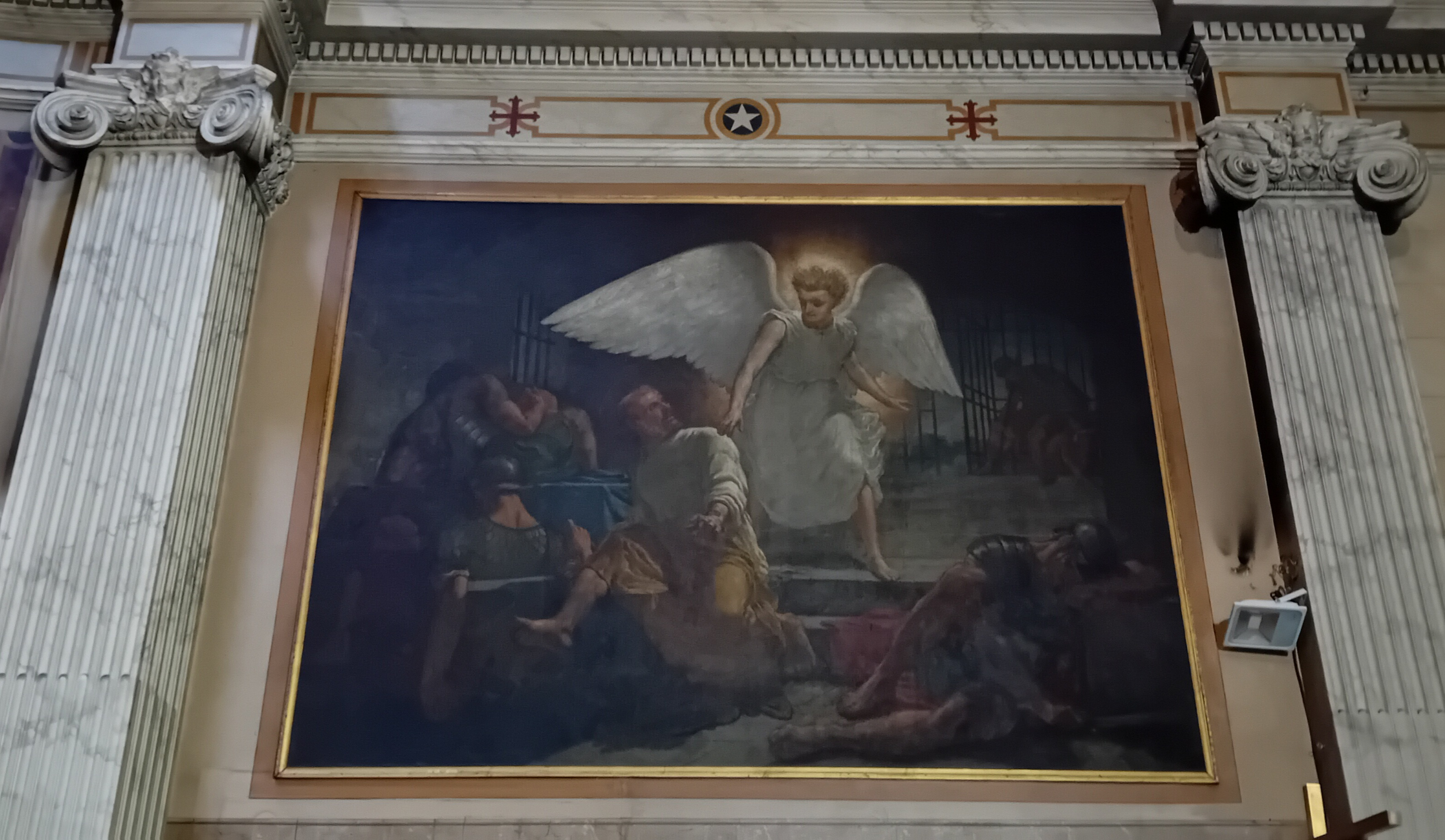
Saint Pierre délivré de prison par Louis Auguste Lombard (1871).

Histoire
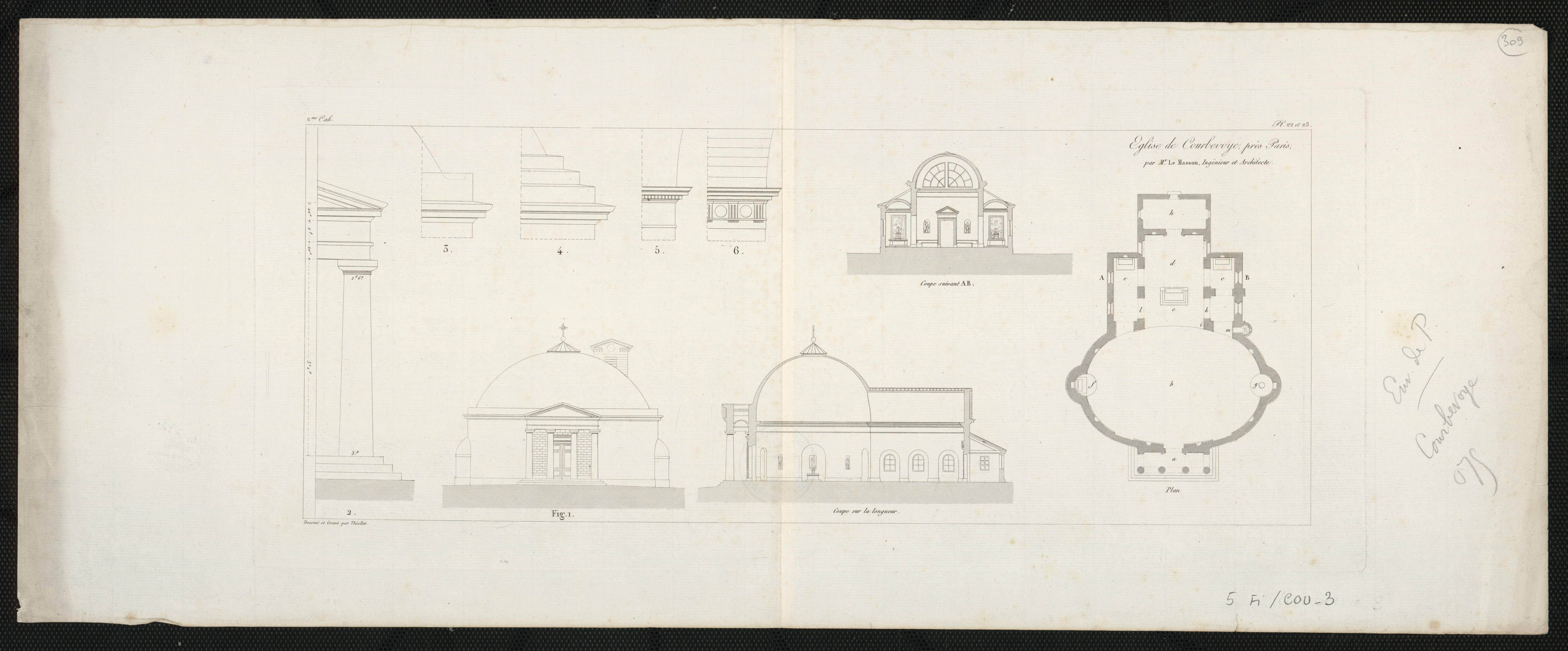
Plan de l'église de Courbevoye par Louis Le Masson, dessiné et gravé par François Thiollet.
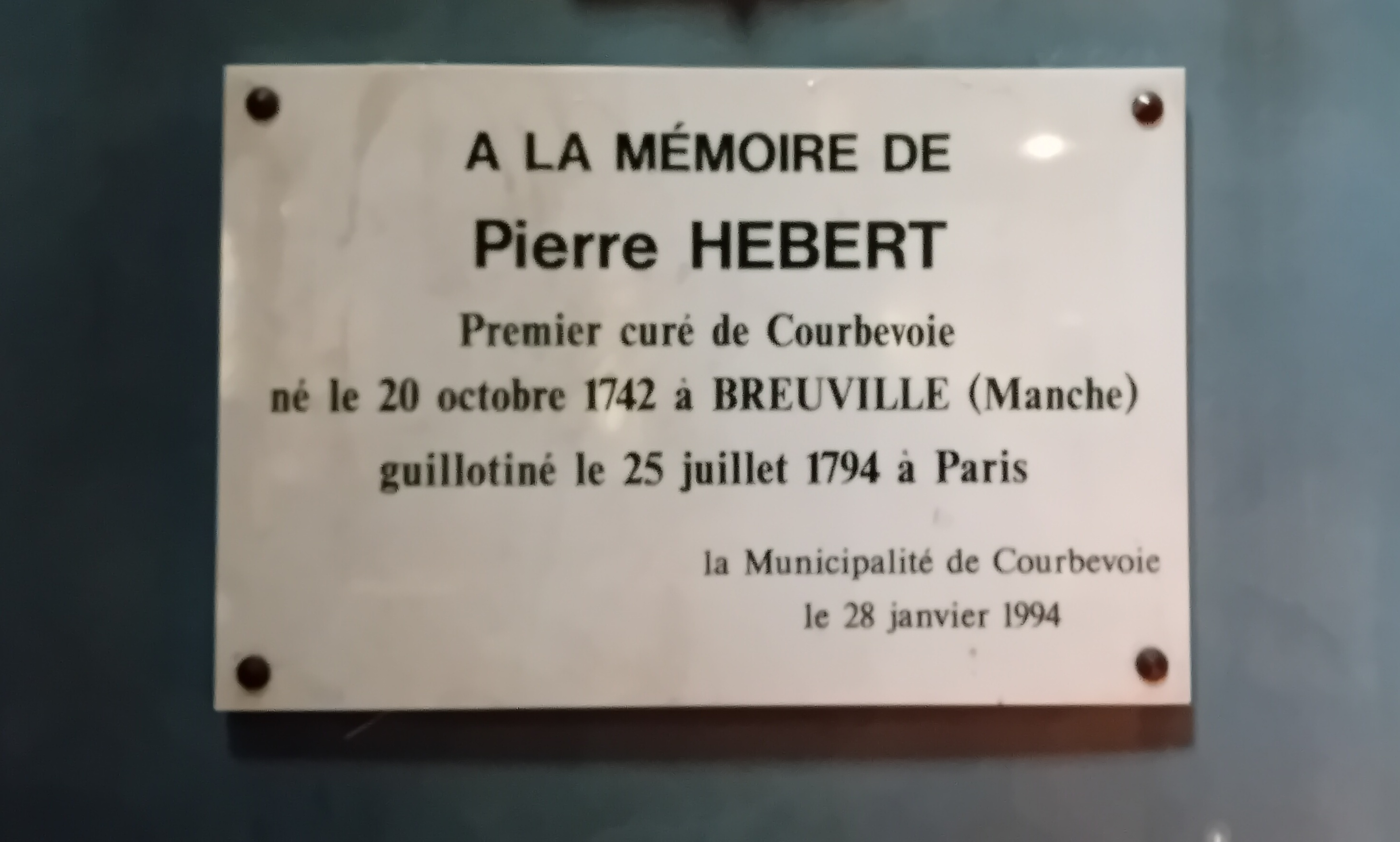
Plaque commémorant Pierre Hébert.

Chœur
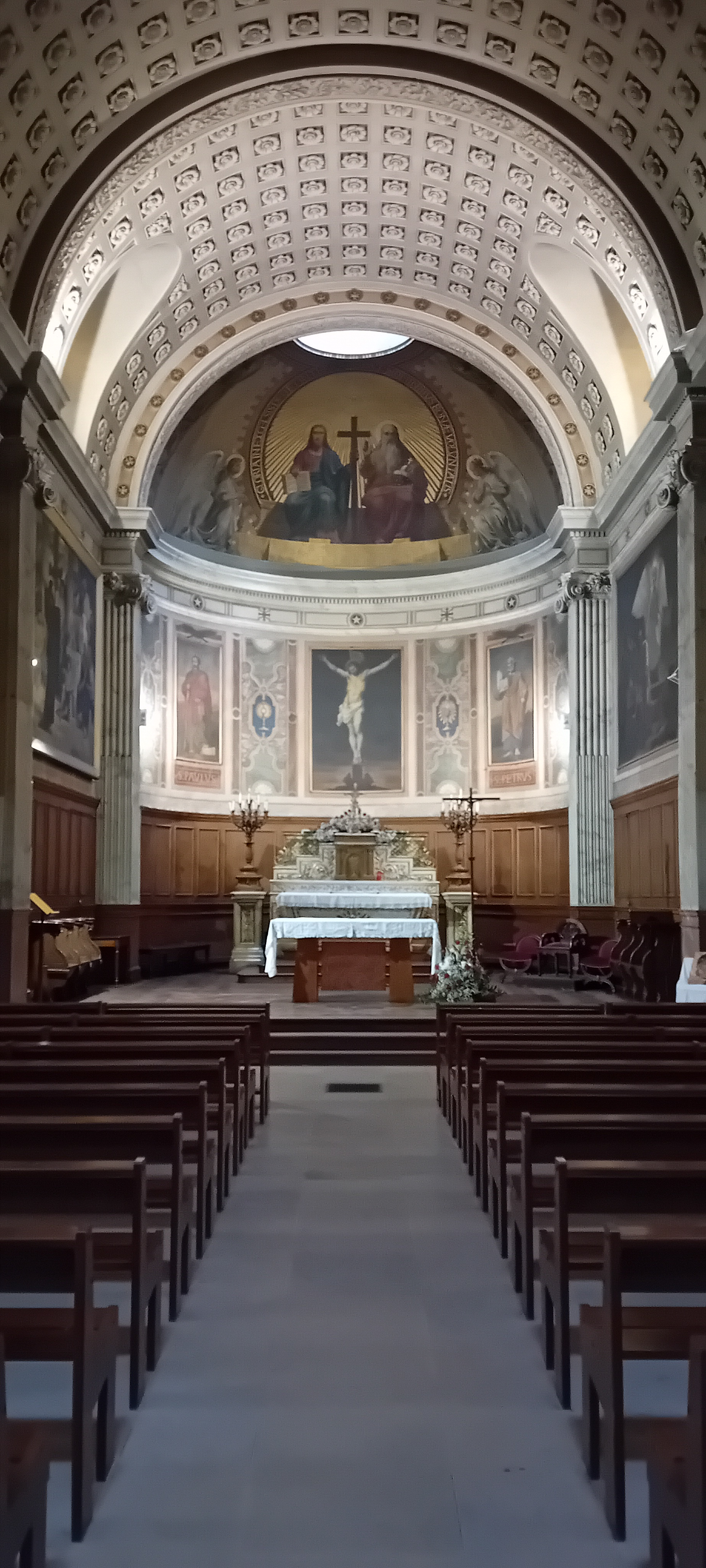
Chœur.
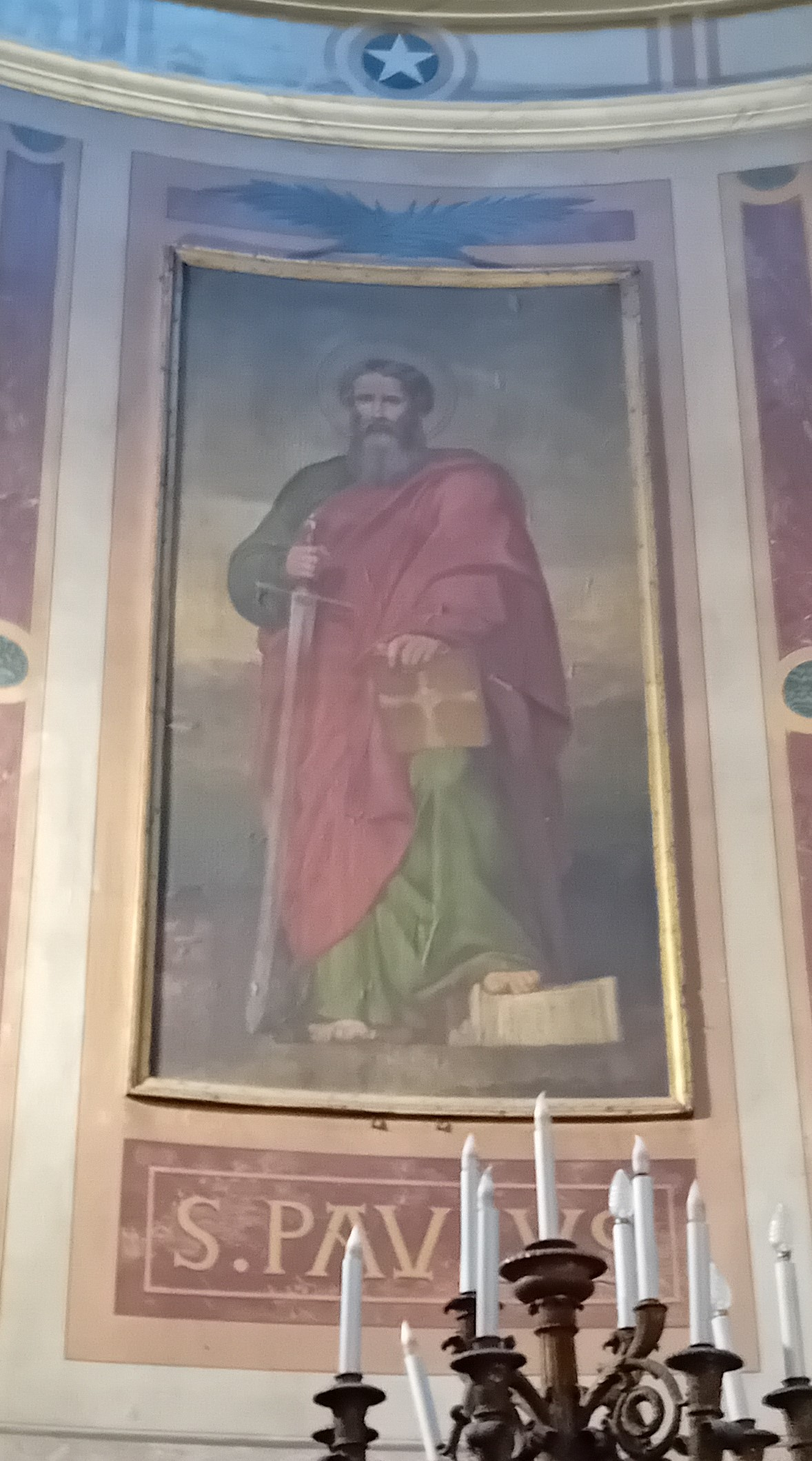
Saint Paul par D. de Cool (ca 1867).
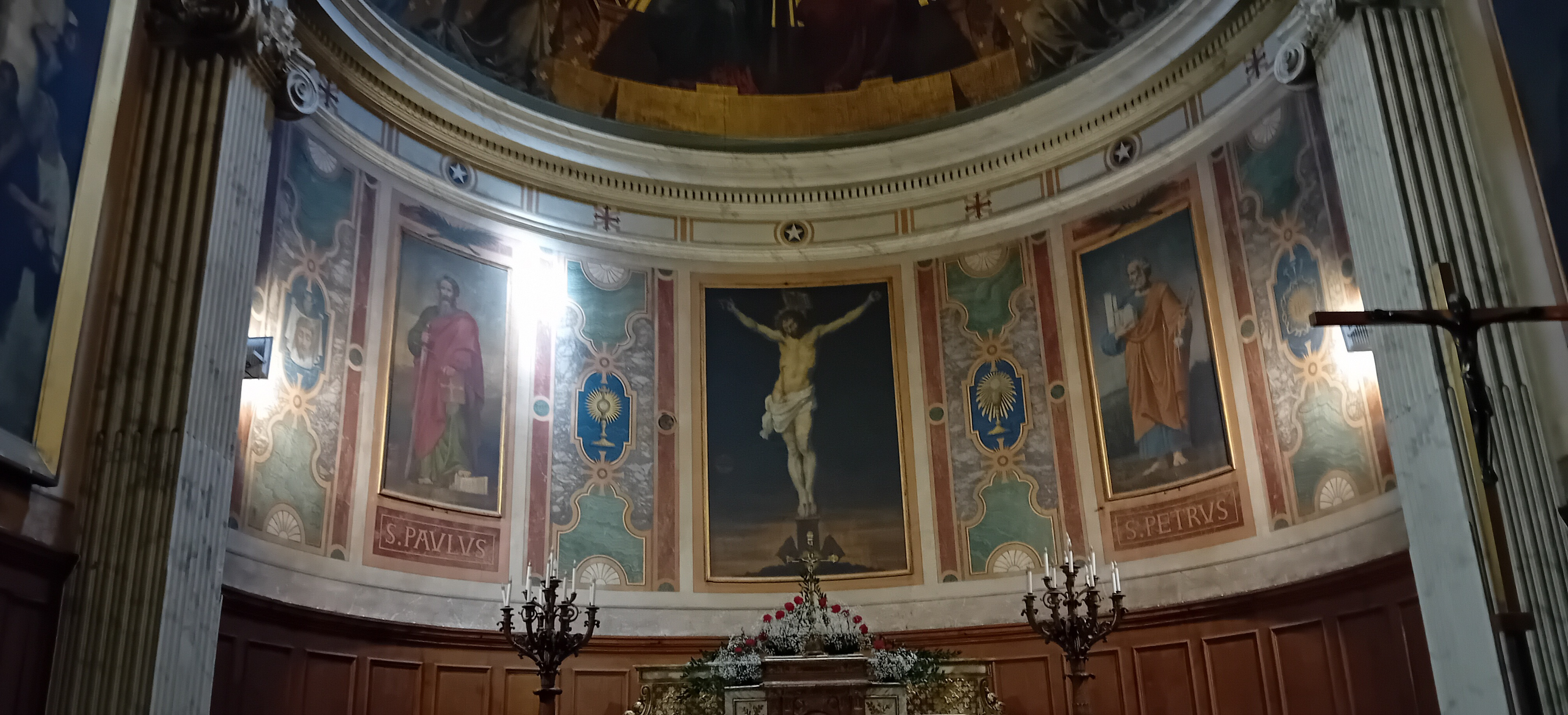
Détail du chœur.
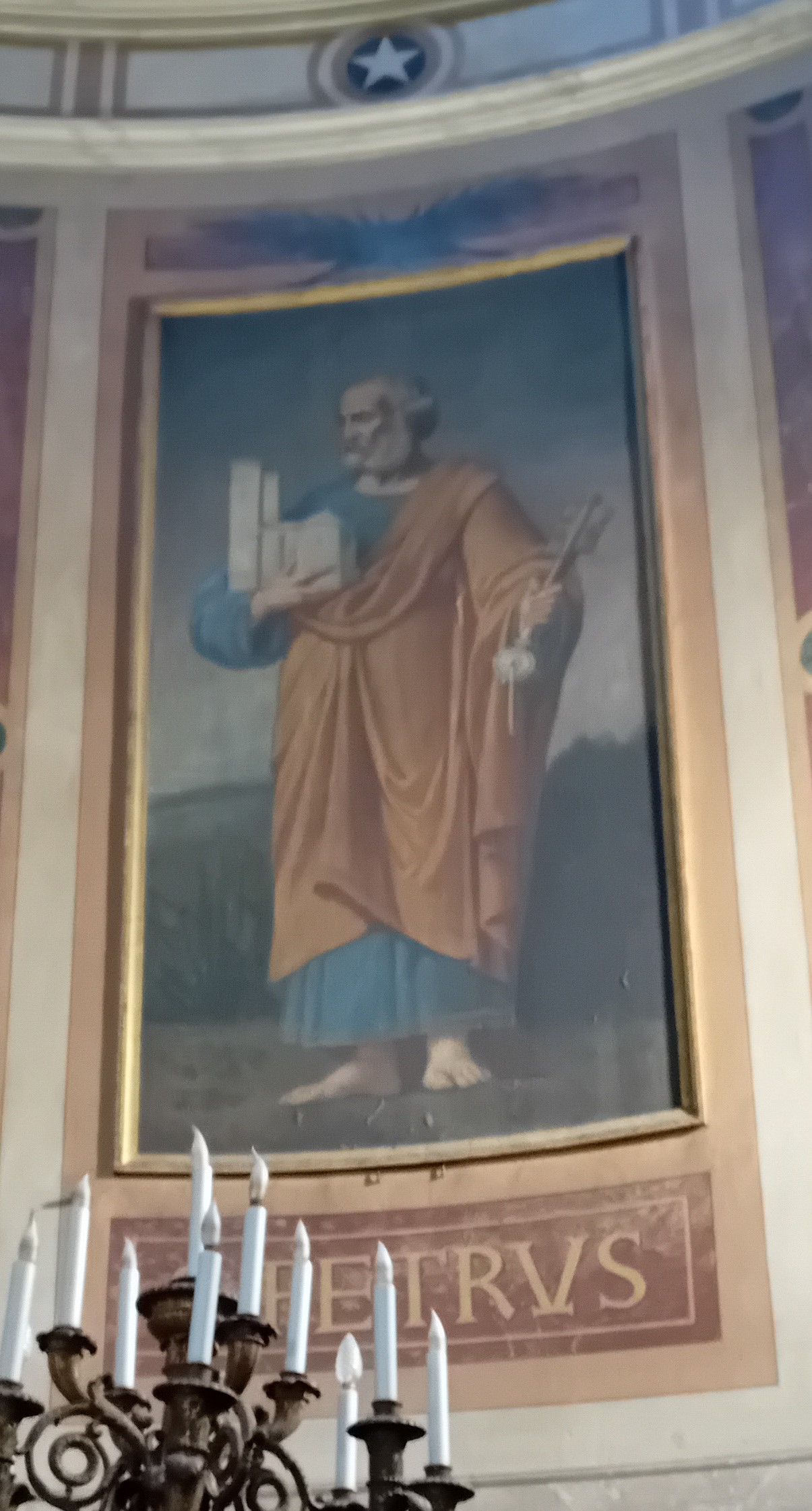
Saint Pierre par Lucile Doux (ca 1867).
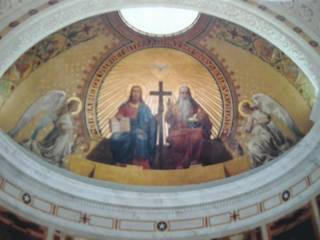
La Trinité en gloire par Louis Adan (1870).

- Saint Paul devant l'Aréopage
par Édouard Debat-Ponsan (1877).
- Saint Pierre délivré de prison
par Louis Auguste Lombard (1871).

Bas-côté gauche (nord)
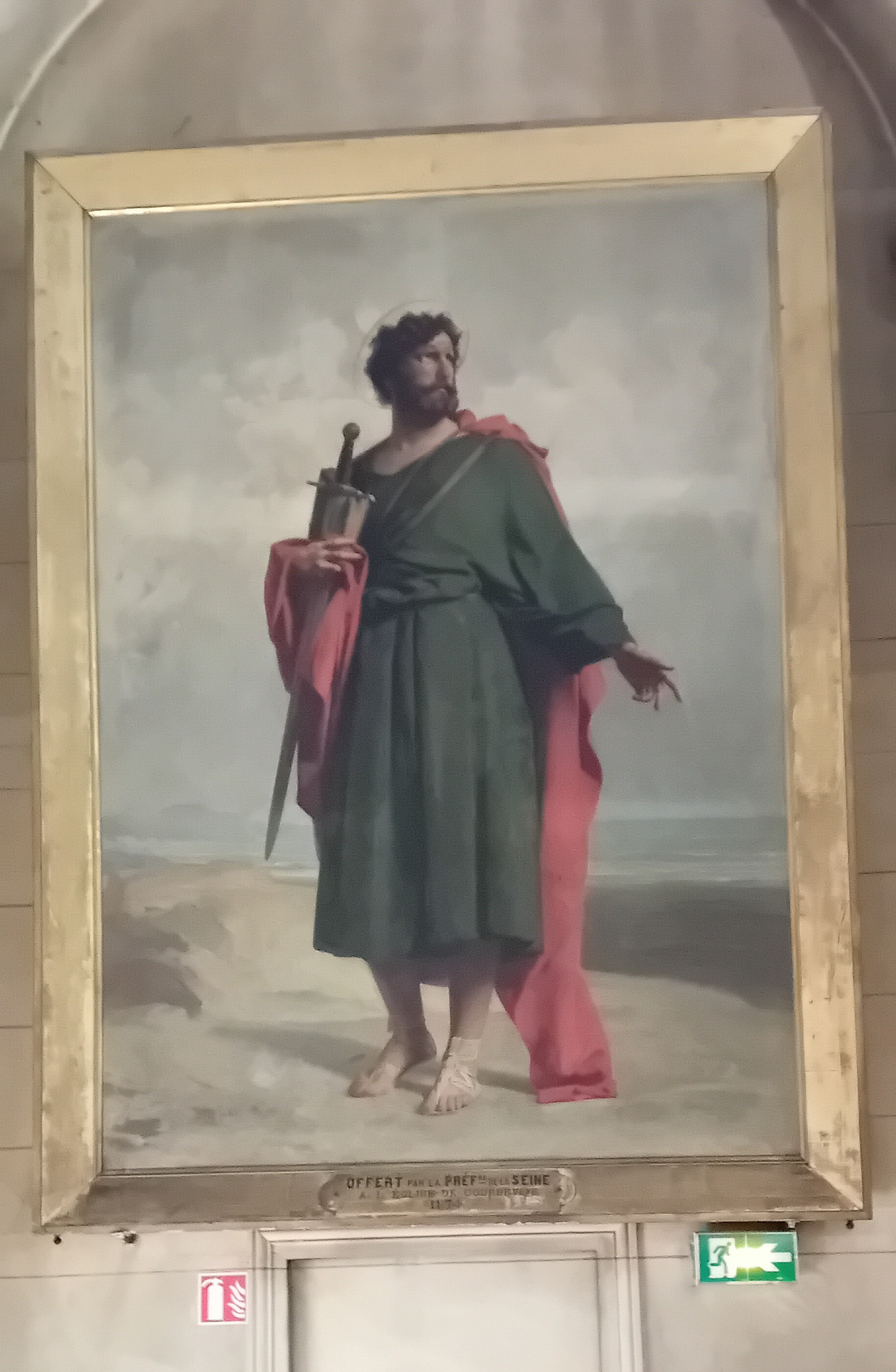
Saint Paul par Vignon (1873).
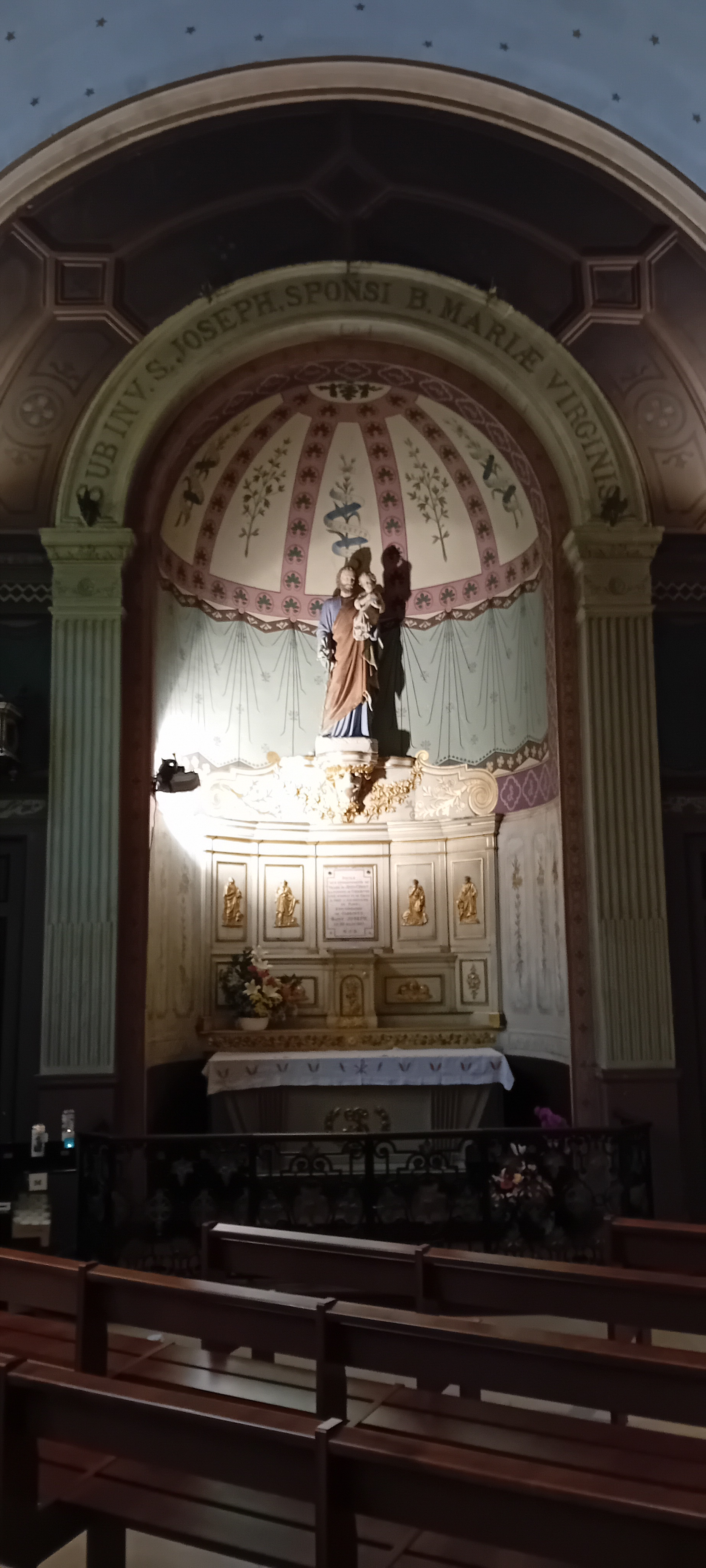
Chapelle Saint Joseph.
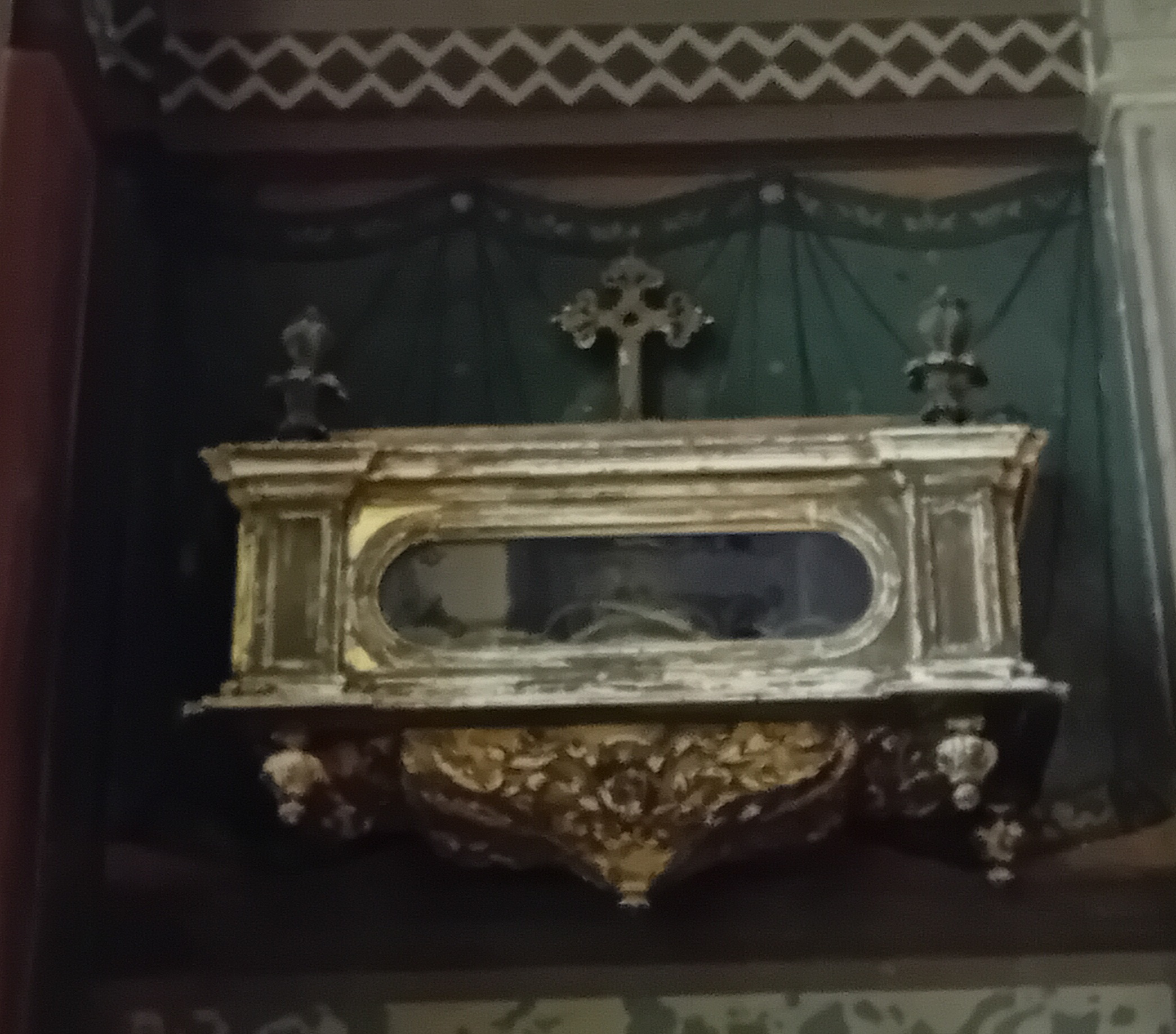
Reliquaire de Saint Domitius.

Bas-côté droit (sud)
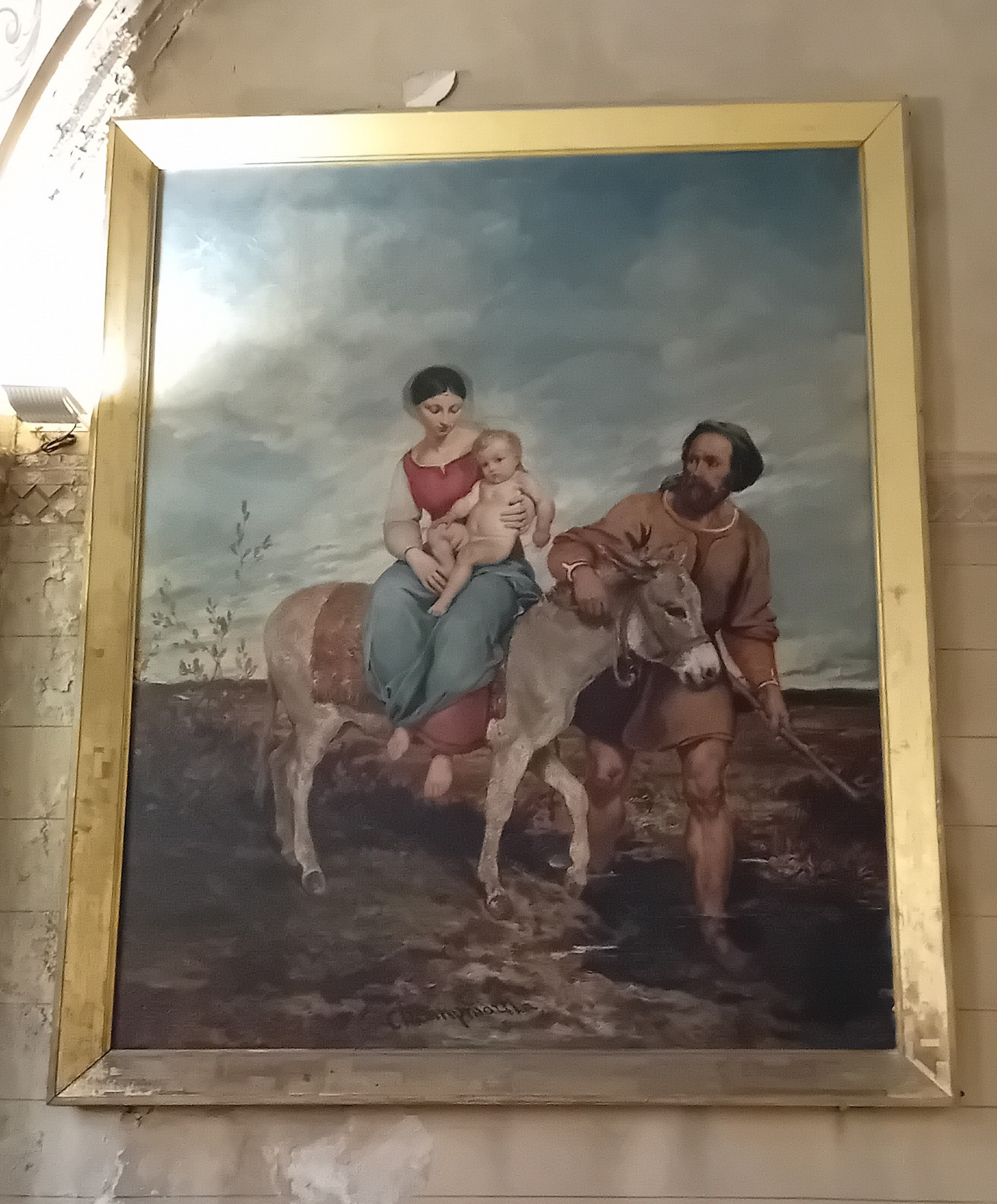
Fuite en Égypte par Champmartin (1824).
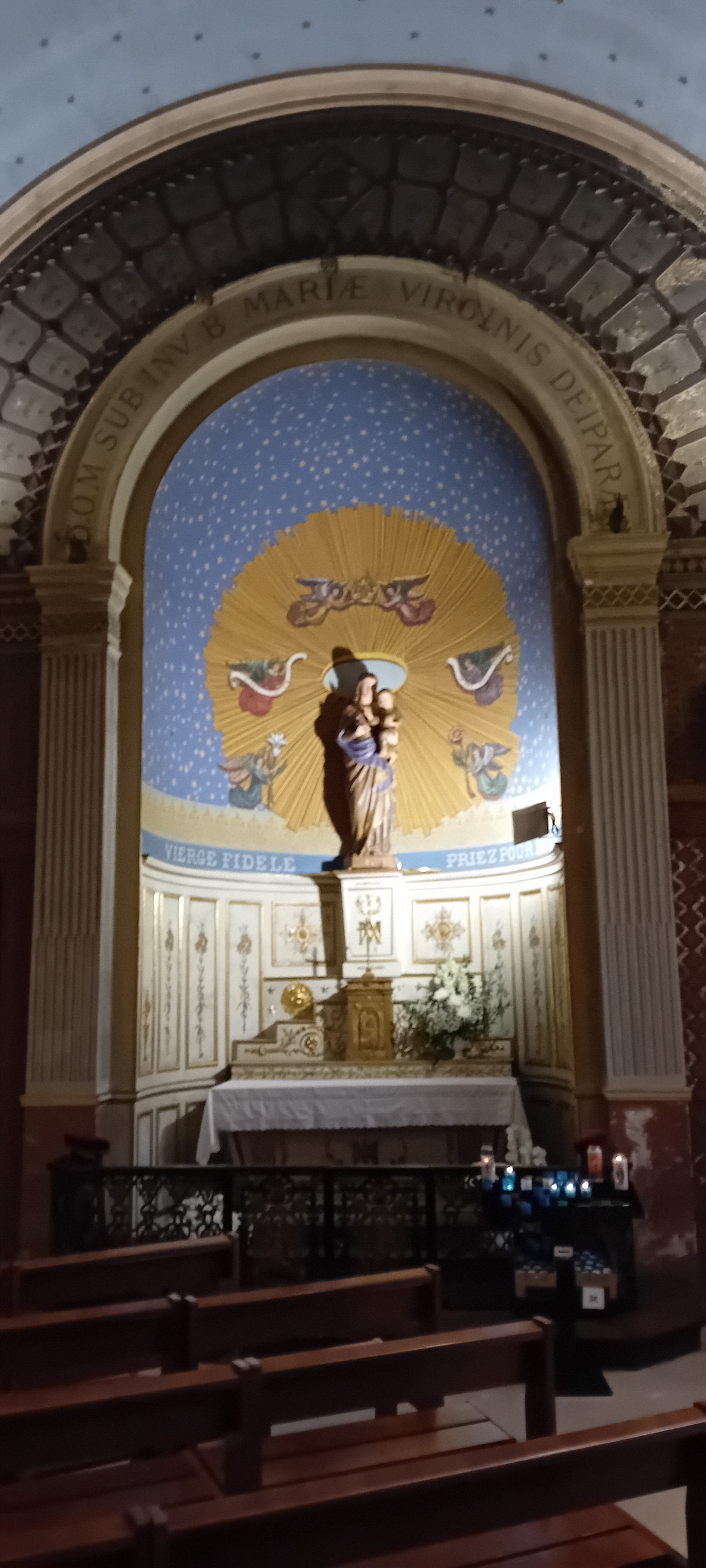
Chapelle de la Vierge.
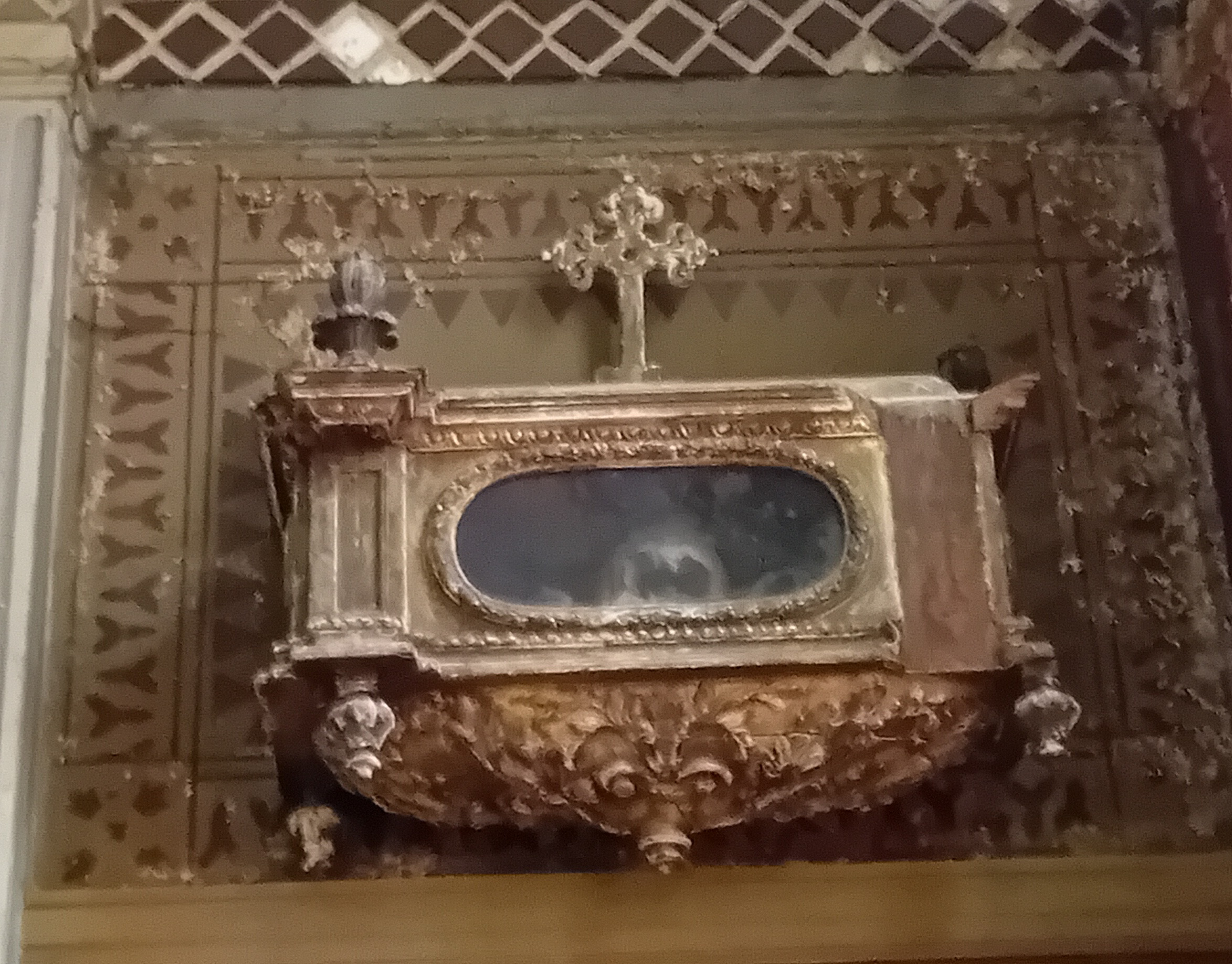
Reliquaire de Saint Benoît.

## Paroisse
Cette église est l'unique lieu de culte dépendant de la paroisse Saint-Pierre-Saint-Paul, l'une des huit du doyenné des Deux-Rives au sein du diocèse de Nanterre.
Courbevoie possède deux autres églises catholiques : Saint-Maurice de Bécon et Saint-Adrien.

## Pour approfondir